# جرمن هایلتون
جرمن هایلتون (انگلیسی: Jermaine Hylton؛ زادهٔ ۲۸ ژوئن ۱۹۹۳) بازیکن فوتبال اهل بریتانیا است.
از باشگاه‌هایی که در آن بازی کرده‌است می‌توان به باشگاه فوتبال ردیچ یونایتد و باشگاه فوتبال سوئیندون تاون اشاره کرد.